# Béla Uitz

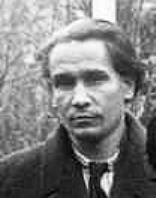
Béla Uitz (1922)

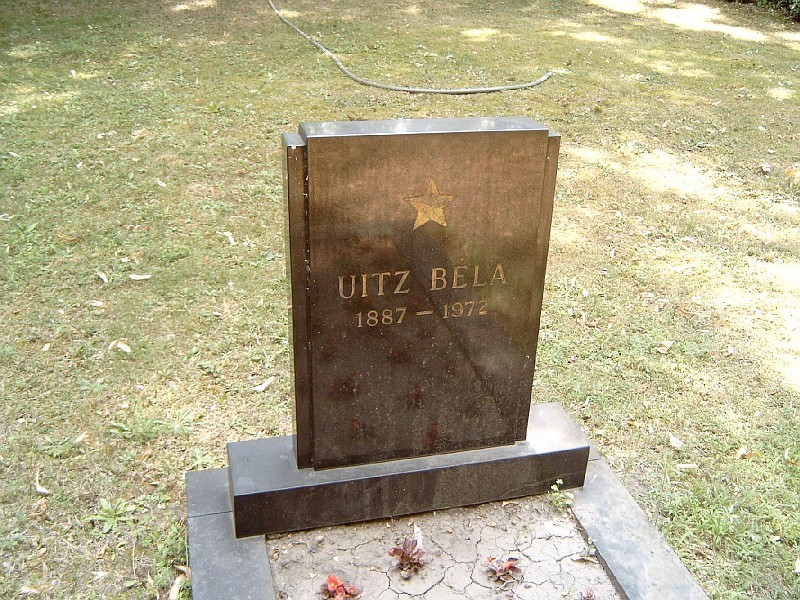
Grab auf dem Kerepesi temető

Béla Uitz (geboren am 8. März 1887 in Mehala, Österreich-Ungarn; gestorben am 26. Januar 1972 in Budapest) war ein ungarischer Maler.

## Leben
Béla Uitz machte zunächst eine Schlosserlehre. 1908 bis 1912 studierte er an der Hochschule der Bildenden Künste in Budapest und hatte 1914 seine erste Ausstellungsbeteiligung in Budapest. Zusammen mit Bildern der Gruppe Die Acht (Nyolcak) wurden auch Werke von ihm zur Panama-Pacific International Exposition verschifft, wofür er 1915 eine Goldmedaille erhielt.
1915 brachte er zusammen mit seinem Schwager Lajos Kassák und Emil Szittya die ungarische Avantgardezeitschrift A Tett (Die Tat) heraus, die 1917 von der Kriegszensur verboten wurde. Danach war er Mitredakteur in Kassáks Zeitschrift MA (Heute) und nahm an ihrer dritten Gruppenausstellung 1918 teil. 1917 hatten er Péter Dobrovics, Lajos Gulácsy, János Kmetty und József Nemes Lampérth eine Ausstellung unter dem Titel A Fiatalok (Die Jungen).
Nach Kriegsende 1918 gehörte er zu den führenden bildenden Künstlern der Ungarischen Räterepublik, er war Mitglied deren Kunstdirektorium und Leiter der Werkstätten für Proletarische Bildende Künste, in der Propagandaplakate hergestellt wurden (Vörös Katonák Előre!). Nach der Niederschlagung der Räterepublik war er eine Zeit lang verhaftet.
Er flüchtete 1920 nach Wien. 1921 wurde er Mitglied der illegalen ungarischen Kommunistischen Partei, setzte sich in Berlin mit dem russischen Konstruktivismus auseinander und nahm in Moskau am 3. Kongress der Kommunistischen Internationale teil. Nach seiner Rückkehr nach Wien brach er mit Lajos Kassák und gründete mit Aladár Komját die Zeitschrift Egység (Einheit). Er übersetzte das Realistische Manifest von Naum Gabo, das Programm der konstruktivistischen Gruppe von Rodtschenko und Stepanowa und die Gedanken des Suprematismus von Kasimir Malewitsch. Danach veröffentlichte ein Album mit 23 abstrakten Linolschnitten.
1923 übernahm er den Malstil des Proletkults. 1924 zog er nach Paris, wo er illegal unter dem Pseudonym W. U. Martel für die Parti communiste français agitierte, und malte in Collioure. 1926 übersiedelte er in die Sowjetunion und lebte dort mehr als vierzig Jahre als Künstler der sowjetischen Propagandakunst. Anfangs lehrte er in den Werkstätten von Wchutemas und Wchutein.
1936 bis 1938 hielt er sich in Kirgisien auf. Bei den Stalinschen Säuberungen war er 1938/39 zeitweise verhaftet. Nach Kriegsende war er wieder an Monumentalgemälden beteiligt. Kurz vor seinem Tod kehrte er 1970 nach Ungarn zurück, wo die Kommunisten ihm das „Uitz Múzeum“ in Pécs einrichteten.

## Schriften (Auswahl)
- Her mit der Diktatur! 10. April 1919, abgedruckt bei: Hubertus Gaßner: Wechselwirkungen. Ungarische Avantgarde in der Weimarer Republik. Marburg : Jonas-Verlag, S. 28–30